# Тверево (Ярославская область)
Тверево — деревня в Глебовском сельском округе Глебовского сельского поселения Рыбинского района Ярославской области .
Деревня расположена примеро в 1 км к востоку от дороги Глебово—Легково. На южной окраине стоящей на этой дороге деревни Горохово имеется поворот на просёлочную дорогу в восточном направлении, ведущий к деревням Кудрино и, далее, Тверево. Тверево стоит на окруженном лесами поле, на котором северо-западнее, примерно в 500 м стоит деревня Кудрино, а юго-восточнее на расстоянии 1 км деревня Селиваново. Деревня расположена на водоразделе. Несмотря на близость Волги, протекающей в 2 км в западу, мелиорированное болото, примыкающее к деревне с востока имеет сток в ручьи текущие на северо-восток, и впадающие в залив Рыбинского водохранилища, образовавшийся при затоплении долины реки Юга. К востоку от Тверево, за болотом, на расстоянии 2 км находится деревня Заболотье .
Деревня Тверево указана на плане Генерального межевания Рыбинского уезда 1792 года.
На 1 января 2007 года в деревне числилось 9 постоянных жителей . Почтовое отделение, расположенное в центре сельского поселения, селе Глебово, обслуживает в деревне Тверево 17 домов .